# Ľubomíra Kalinová
Ľubomíra Kalinová (ur. 11 lutego 1982 w Bańskiej Bystrzycy) – słowacka biathlonistka, uczestniczka Zimowych Igrzysk Olimpijskich 2010.
Podczas igrzysk w Vancouver wzięła udział w dwóch konkurencjach biathlonowych – w sprincie zajęła 81. miejsce, a w biegu indywidualnym na 15 km była 80.
Dwukrotnie wystąpiła w biathlonowych mistrzostwach świata. W 2007 roku zajęła 15. miejsce w sztafecie i 76. w sprincie, a dwa lata później była 13. w sztafecie, 73. w biegu indywidualnym i 84. w sprincie.
Najlepszy indywidualny występ w Pucharze Świata osiągnęła w sezonie 2008/2009 w biegu indywidualnym w Vancouver, w którym zajęła 31. miejsce.